# Kim Tae-hee
Kim Tae-hee (* 29. März 1980 in Ulsan, Südkorea) ist eine südkoreanische Schauspielerin.

## Leben
Kim wurde am 29. März 1980 in der südkoreanischen Stadt Ulsan geboren. Sie hat einen jüngeren Bruder namens Lee Wan, der ebenfalls Schauspieler ist.
Kim ist Absolventin der Seoul National University.
Am 19. Januar 2017 heiratete sie den Sänger und Schauspieler Rain. Im Oktober 2017 gebar sie eine erste Tochter. Ihre zweite Tochter kam im September 2019 zur Welt.

### Karriere
Kim erlangte große Popularität in Südkorea durch ihre Rolle als böse Stiefschwester in der TV-Serie Stairways to Heaven des Senders SBS. In der Serie spielte auch ihr Bruder an ihrer Seite.
2009 spielte Kim eine Hauptrolle in der Action-Serie IRIS als Spezial-Agentin Choi Seung-hee.

## Filmografie

### Film
- 2001: Last Present (선물; Seonmul)
- 2002: New Citizen (Kurzfilm)
- 2006: The Restless (중천; Jungcheon)
- 2007: Venus and Mars (싸움; Ssaum)
- 2010: Grand Prix (그랑프리; Geurang Peuri)
- 2010: Mission I.R.I.S.

### Fernsehen
- 2002: Let’s Go
- 2003: Screen
- 2003: A Problem At My Younger Brother’s House
- 2003: Stairway to Heaven (천국의 계단; Cheongukeui Gyedan)
- 2004: Forbidden Love (구미호외전; Kumiho Woejeon)
- 2004: Love Story in Harvard
- 2009: IRIS
- 2011: My Princess
- 2011: Boku to Star no 99 Nichi (僕とスターの99日)
- 2013: Jang Ok-jung, Living for Love (장옥정, 사랑에 살다; Jang Ok-jeong, Sarang-e salda)[6]
- 2015: Yong Pal 용팔이
- 2020: Hi Bye, Mama! 하이바이,마마